# Français sur objectifs spécifiques
Pour un article plus général, voir Français langue étrangère.
Pour les articles homonymes, voir FOS.
Le français sur objectifs spécifiques (ou FOS) est un enseignement du français axé sur un domaine bien particulier. Par exemple, un non-francophone peut venir en France pour étudier la cuisine, auquel cas il voudra prendre des cours de français de restauration (surtout le lexique). Le professeur d'arts culinaires n'est en effet pas forcément qualifié pour enseigner le français à un étranger.
Cependant, si le FOS est souvent l'objet d'un cours spécifique, c'est aussi un contenu que l'on retrouve dans beaucoup de cours, dès que ces cours sont spécialisés : dans un cours de droit, par exemple, le lexique du droit, très particulier, fait partie du cours, alors qu'il ne s'agit pas d'un cours de FOS mais bien d'un cours de droit. De même, le français de scolarité est l'objet principal de certains cours du collège pour les non-francophones, mais il est un contenu que l'on retrouve dans toutes les disciplines de la scolarité (lexique des mathématiques par exemple).
Le FOS, quand il est l'objet privilégié d'un cours, attire de nombreux non-francophones en France. Le cours de FOS est souvent pris dans une autre école que celle du cursus principal de l'élève, ou en cours particulier.

## Une méthodologie en cinq étapes
Le FOS suit une méthodologie en cinq étapes : 
1. identifier la demande,
2. analyser les besoins,
3. collecter les données,
4. didactiser,
5. évaluer

## Comité scientifique FOS
Cette méthodologie fait l'objet de recherches universitaires et ouvre de nouvelles perspectives didactiques. Plusieurs universitaires spécialistes se sont ainsi réunis en comité afin de créer un pôle de référence scientifique dans cette spécialité : le comité FOS animé par le Centre de langue française de la CCI Paris Ile-de-France.
Liste des membres du comité : 
- Jean-Marc Mangiante, Université d'Artois (France) Maître de conférences - Laboratoire de rattachement: GRAMMATICA
- Laura Abou Haidar, Université Stendhal (Grenoble-III) (France) Directrice du CUEF de Grenoble, LIDILEM
- Emmanuelle Carette, Université Nancy-II (France) Maître de conférences
- Catherine Carras, Université Stendhal (Grenoble-III) (France) Maître de conférences
- Karl-Heinz Eggensperger, Université de Potsdam (Allemagne)
- Mariela De Ferrari (France) Didacticienne, Experte indépendante, Co-alternatives, Paris
- Françoise Olmo-Cazevielle, Universitat Politècnica de València (Espagne)
- Chantal Parpette, Université Lumière-Lyon-II (France) Maître de conférences
- Jean-Jacques RICHER, Université de Bourgogne (France) Maître de conférences en didactique du FLE/FOS, CFOAD, section de linguistique française
- Annick Wherle, Université de Bourgogne (Allemagne)

Le Comité scientifique FOS est l'auteur d'une revue scientifique dédiée au FOS : Points Communs.